# 1791년 프랑스 입법의회 선거
프랑스 대혁명 직후, 제헌국민의회에서 제정한 1791년 프랑스 헌법에 따라 입법의회가 소집되었다. 그러나, 세금을 내는 시민들만이 투표할 수 있었다.
당선자 대부분은 무소속이었지만, 대부분 평원파, 푀양파, 지롱드파를 비롯한 세 정파와 연결되어 있었다. 푀양파는 입헌군주제를 지향했고, 지롱드파는 현대 공화정을 지향했으며 코르들리에파는 하위층이 지지하는 급진적인 민주헌법을 지향했다

## 선거 결과
| 정당 | 정당     | 득표수    | %    | 의석 |
| ---- | -------- | --------- | ---- | ---- |
|      | 평원파   | 1,978,000 | 46.5 | 345  |
|      | 푀양파   | 1,505,000 | 35.3 | 264  |
|      | 지롱드파 | 774,000   | 18.2 | 136  |
| 합계 | 합계     | 4,257,000 | 100  | 745  |